# Сергиевка (Карабухинское сельское поселение)
Сергиевка — деревня в составе Карабухинского сельского поселения Путятинского района Рязанской области.

## Население
| 1859 | 1906 | 2010 |
| ---- | ---- | ---- |
| 80   | ↗251 | ↘7   |

## Известные люди
В селе родился революционный деятель начала XX века, участник борьбы за установления советской власти в Дагестане Никита Ермошкин.